# ميكا شناونسي
ميكا شناونسي (بالبرتغالية: Michael Simões Domingues‏) (8 مارس 1991 سويسرا - ) هو لاعب كرة قدم برتغالي، يلعب كحارس مرمى.

## روابط خارجية
- ميكا شناونسي على موقع الاتحاد الأوربي (الإنجليزية)
- ميكا شناونسي على موقع قاعدة بيانات كرة القدم.إي يو (الإنجليزية)
- ميكا شناونسي على موقع Soccerbase.com (لاعب) (الإنجليزية)
- ميكا شناونسي على موقع Soccerway.com (الإنجليزية)
- ميكا شناونسي على موقع عالم كرة القدم.نت (الإنجليزية)
- ميكا شناونسي على موقع AS.com (الإسبانية)